# 卡姆納羅克湖
0°38′N 35°37′E / 0.633°N 35.617°E
卡姆納羅克湖，是肯尼亚的湖泊，位於該國西部，由巴林戈郡負責管轄，處於首都奈洛比西北面250公里，海拔高度1,058米，每年平均降雨量1,481毫米。